# Montane Mansion
Montane Mansion（中国語：海山樓）は、 香港の鰂魚涌に所在する集合住宅 。これは、モンスタービルディングと呼ばれる5つの相互接続された建物のシステムの一部である。 この建物は、トランスフォーマー/ロストエイジとゴースト・イン・ザ・シェルなどの映画で使用されている 。また、フランスの写真家のRomain Jacquet-Lagrèzeが撮影した撮影でも有名となった。

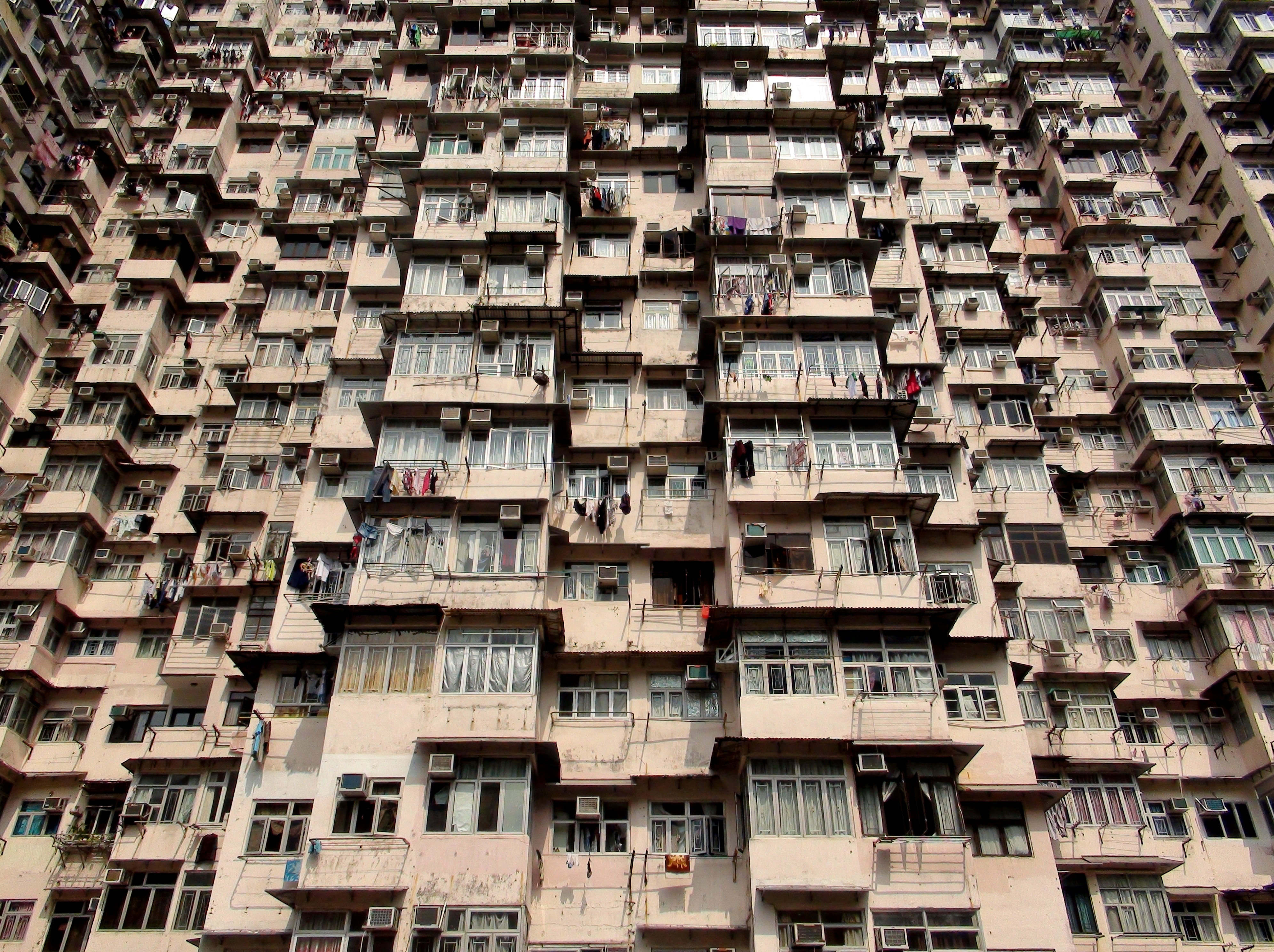
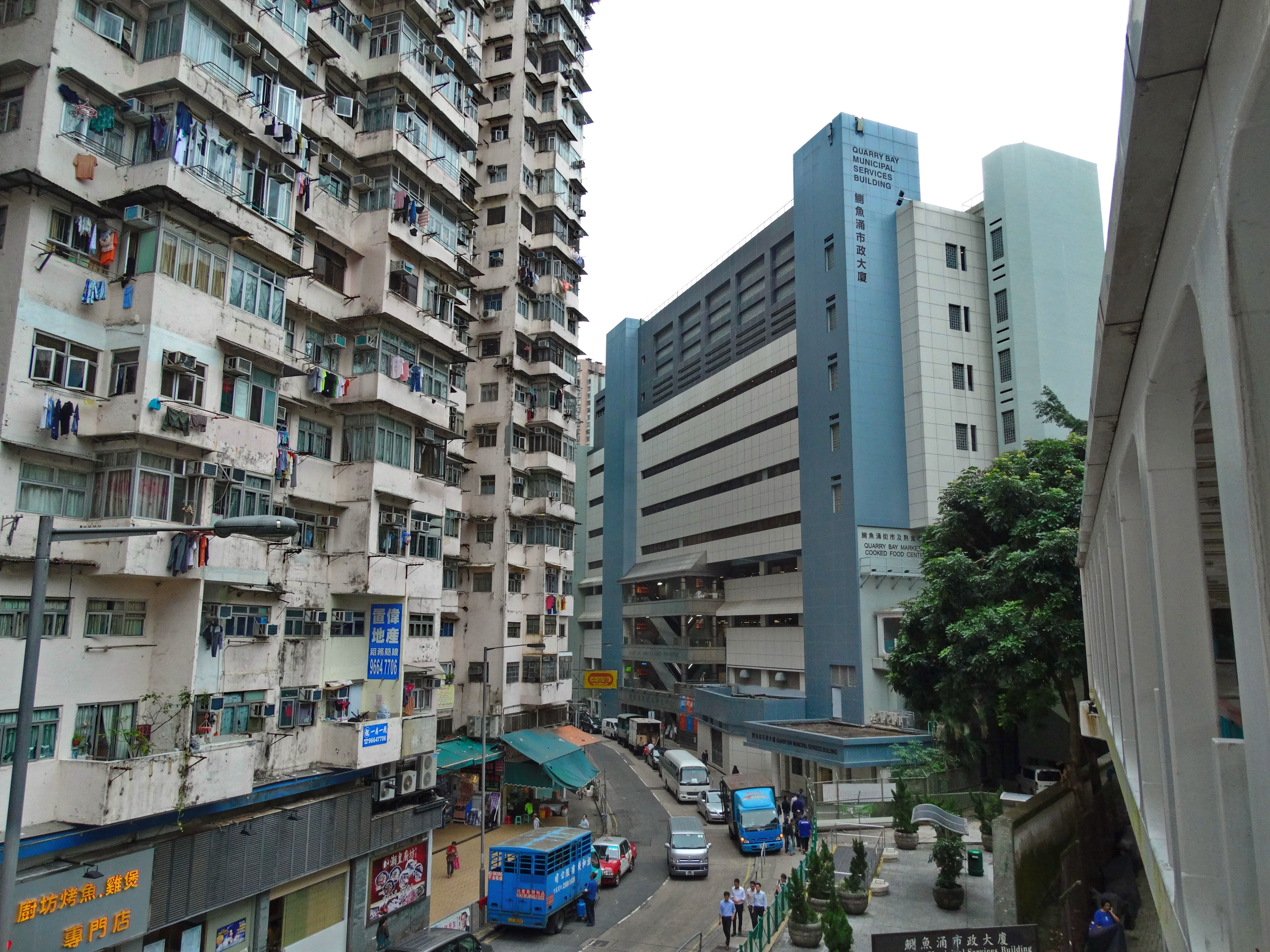
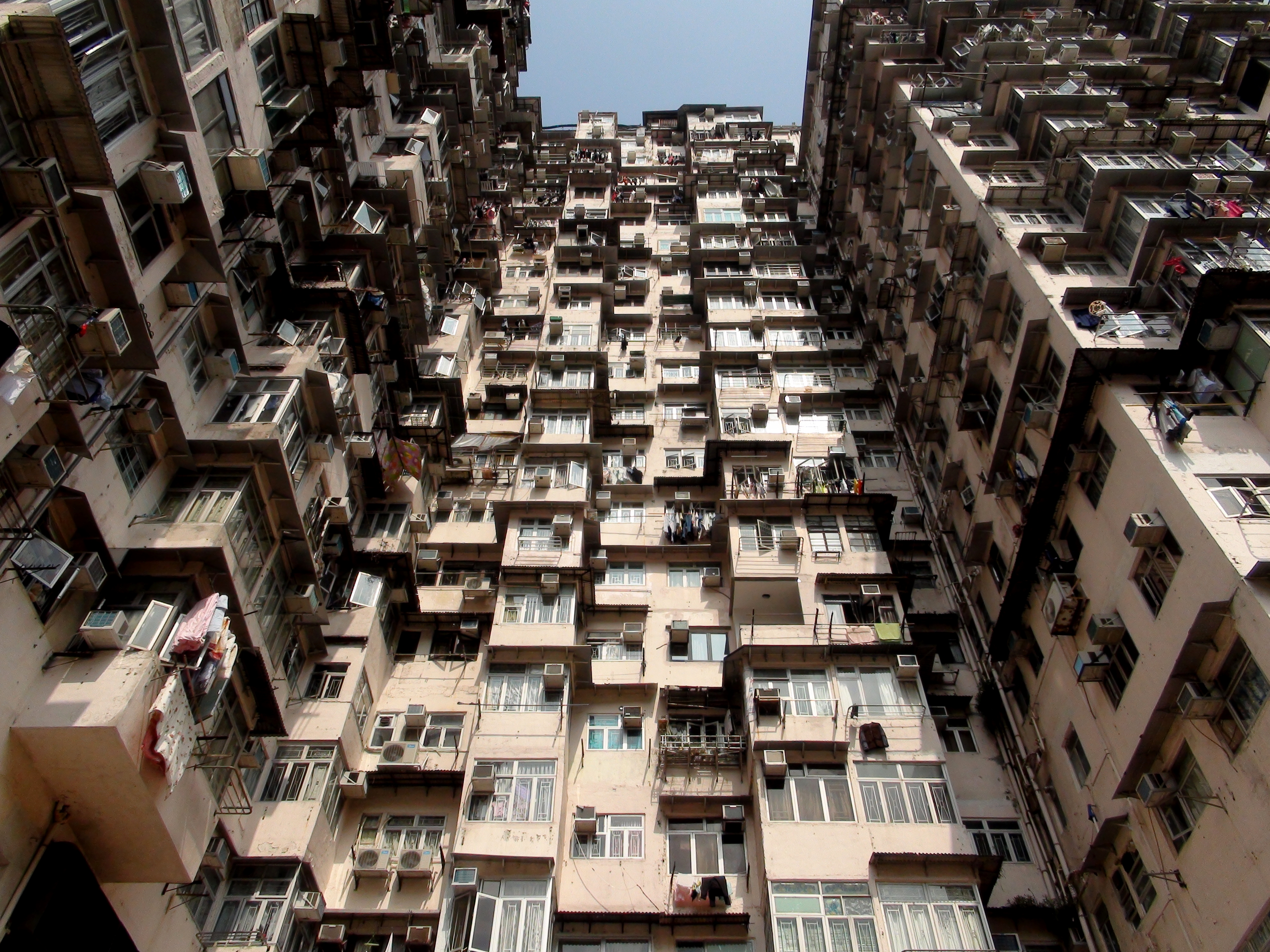